# 正解はひとつ!じゃない!!
「正解はひとつ！じゃない!!」（せいかいはひとつじゃない）は、ミルキィホームズの楽曲。ミルキィホームズの1stシングルとして2010年10月27日にLantisから発売された。

## 概要
表題曲「正解はひとつ！じゃない!!」は、 テレビアニメ『探偵オペラ ミルキィホームズ』のオープニングテーマとなっており、ボーカルは同アニメでメインヒロイン4人の声を充てている三森すずこ・徳井青空・佐々木未来・橘田いずみによる声優ユニット・ミルキィホームズが担当している。なお、前作「雨上がりのミライ」はキャラクターソングとしての名義で発売されたため、ユニット・ミルキィホームズとしては今作がデビューシングルとなる。
ジャケットには、シャーロック・シェリンフォード、譲崎ネロ、エルキュール・バートン、コーデリア・グラウカの描き下ろしイラストがプリントおり、初回特典として『ヴァイスシュヴァルツPRカード』が封入されていた。
MROラジオ制作のアニラジである『あにまにあ』では、「正解はひとつ！じゃない!!」のoff vocalバージョンがテーマ曲として使われていた。

## 収録曲
1. 正解はひとつ！じゃない!! [4:02]
作詞：畑亜貴、作曲・編曲：山口朗彦[2]
  - テレビアニメ『探偵オペラ ミルキィホームズ』オープニングテーマ
2. フレフレmy勇気！ [3:59] 
作詞：こだまさおり、作曲・編曲：鈴木裕明[2]
3. 正解はひとつ！じゃない!!（off vocal）
4. フレフレmy勇気!（off vocal）

## カバー
Poppin'Party×Glitter*Green
スマートフォン向けアプリケーションゲーム『バンドリ! ガールズバンドパーティ!』使用曲。同ゲーム出演キャラクターによるカバー。
Happy Around!
スマートフォン向けアプリケーションゲーム『D4DJ Groovy Mix』に、2021年2月6日より追加。この日はミルキィホームズのデビュー11周年である。
佐咲紗花
2022年03月発売のアニソンカバーアルバム『SAYAKAVER. ～triangle～』でカバーしている。